# 白鳥新道
白鳥新道（はくちょうしんどう）は、北海道室蘭市にある国道37号のバイパス道路である。

## 概要
通行無料の自動車専用道路になっている。第1期区間の陣屋 - 祝津間（国道37号白鳥大橋）が開通している。第2期区間となる祝津 - 入江町間は入江高架橋（国道36号）が開通しているが、残りの区間は事業化に至っていない。

### 路線データ
- 路線名：一般国道37号[4]
- 車線数：2車線[4]
- 規格：第1種第3級[4]

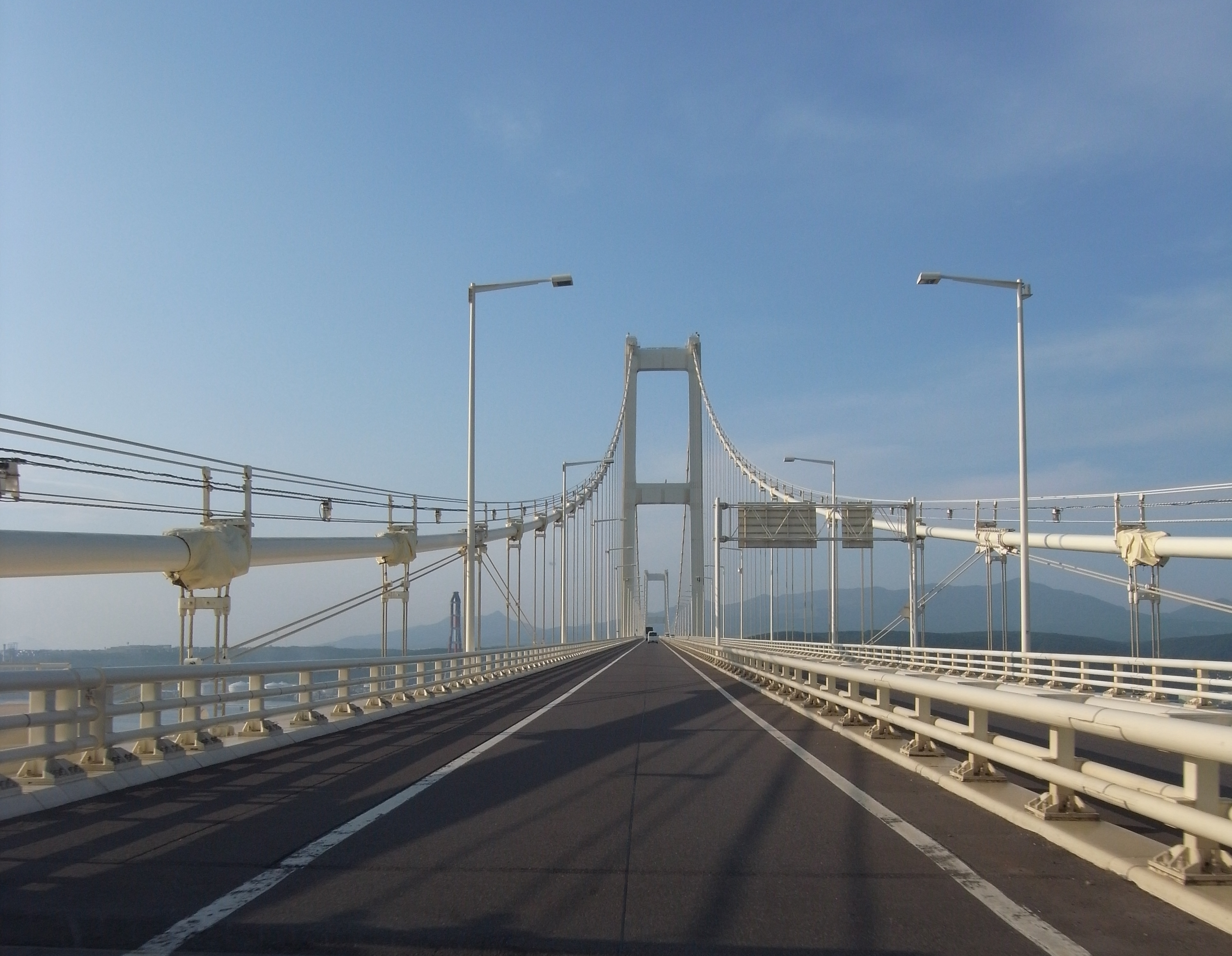
白鳥新道（白鳥大橋）（2009年6月）

- 設計速度：60 km/h（ランプ部40 km/h）[4]

## 歴史
1982年（昭和57年）の都市計画決定後、第2期区間については白鳥大橋の開通後の利用状況を見て判断するとされてきたが、室蘭市の産業衰退や人口減少、道路事業を取巻く状況の変化などで事業化の目途は立っていない。2004年（平成16年）には室蘭市が祝津ランプから築地ランプ（築地町）までの本線延長へとより現実的な内容に切り替えて国に要望した。2005年（平成17年）には当初の都市計画（祝津—入江町間の4車線・高架構造など）の変更も視野に入れた白鳥新道全線の整備へと要望内容を変更。2007年（平成19年）には、6回の市民ワークショップで出された意見による提言書を室蘭市長に提出して、これまでの計画にとらわれない道づくりを求めた。その後、「白鳥新道・幹線道路建設促進特別委員会」により市が整備案を提示し、大幅に事業費を縮小して祝津ランプ橋から高架2車線で築地臨港道路に接続する案がまとめられた。2011年度北海道開発事業費では白鳥新道の調査費が計上され、基本計画や実施計画策定に向けての情報収集を行った。

### 年表
- 1980年（昭和55年） - 白鳥新道（陣屋 - 祝津）着工認可[10]。
- 1982年（昭和57年） - 陣屋 - 中央町間が都市計画道路に決定[11]。
- 1986年（昭和61年） - 山手町に国道36号入江高架橋開通[3]。
- 1996年（平成8年） - 北海道開発局長が白鳥新道（白鳥大橋）通行料の暫定無料表明。
- 1998年（平成10年） - 白鳥大橋（白鳥新道第1期区間）が開通[12][13]。
- 2007年（平成19年） - 北海道開発局長が白鳥新道（白鳥大橋）暫定無料の継続方針表明[14]。

## 路線状況

### ランプ
全線室蘭市内。
| 自動車専用道路区間           | 自動車専用道路区間           | 自動車専用道路区間 | 自動車専用道路区間 | 自動車専用道路区間 |
| ランプ名                     | ランプ名                     | 所在地             | 起点から (km)      |                    |
| 伊達市方面                   | 伊達市方面                   | 伊達市方面         | 伊達市方面         |                    |
| ---------------------------- | ---------------------------- | ------------------ | ------------------ | ------------------ |
| 陣屋ランプ                   | 陣屋ランプ                   | 陣屋町             | 0.0                |                    |
| 祝津ランプ                   | 祝津ランプ                   | 祝津町             | 3.3                |                    |
| 室蘭バイパス (2.9km)         |                              |                    |                    |                    |
| 築地ランプ                   |                              |                    |                    |                    |
| （国道36号・国道37号の境界） | （国道36号・国道37号の境界） | 海岸町             |                    |                    |
| 入江ランプ                   |                              |                    |                    |                    |
| 中央町ランプ                 |                              |                    |                    |                    |
| 国道36号室蘭新道             |                              |                    |                    |                    |

### 道路施設
- 陣屋西高架橋（上り：247.00 m、下り：248.00 m）[15]
- 陣屋東高架橋（上り：215.70 m、下り：133.00 m）[15]
- 白鳥北高架橋（422.00 m）[15]
- 白鳥大橋（1,380.00 m）[15]
- 白鳥南高架橋（255.90 m）[15]
- 祝津オフランプ橋（663.70 m、538.44 m）[15]

## 地理
祝津ランプに近接している臨港道路祝津絵鞆線沿いには、道の駅みたら室蘭（白鳥大橋記念館）、市立室蘭水族館、むろらん温泉ゆらら、エンルムマリーナ室蘭などがある。
交差する道路
- 北海道道127号室蘭インター線
- 北海道道699号室蘭港線・臨港道路祝津絵鞆線[16]